# Харуна Масахіто
Масахі́то Хару́на (англ. Masahito Haruna; народився 16 липня 1973, Японія) — японський хокеїст, воротар.  
У складі національної збірної Японії учасник кваліфікаційних турнірів до зимових Олімпійських ігор 2006 та зимових Олімпійських ігор 2010, та почав виступати за головну команду країни з 2003 року, на чемпіонатах світу — 2003 (дивізіон I), 2004 (дивізіон I), 2005 (дивізіон I), 2006 (дивізіон I), 2007 (дивізіон I), 2008 (дивізіон I), 2009 (дивізіон I) і 2010 (дивізіон I).
Виступав за «Фуракаву», «Нікко Айсбакс», «Одзі Іглс».

## Досягнення
- Переможець Хокейної Ліги Азії (2008, «Іглс»);
- Найкращий воротар Хокейної Ліги Азії (2010);